# Willamette
Pour les articles homonymes, voir Willamette (homonymie).
La Willamette est une rivière de l'Oregon (États-Unis) qui prend sa source dans le centre de l'État, et coule vers le nord jusqu'à son confluent avec le fleuve Columbia près de la ville de Portland. Elle forme une vallée, la vallée de la Willamette, entre la chaîne côtière de l'Oregon et la chaîne des Cascades où se concentre la majorité de la population de l'Oregon. Depuis le début de la colonisation de l'Oregon, la rivière a toujours servi de voie de communication majeure pour transporter les produits miniers et agricoles du centre de l'État vers Portland et l'océan Pacifique.
Son nom provient de la prononciation en français du nom d'un village Clackamas.

## Géographie
Les multiples sources de la rivière Willamette se trouvent au sud et au sud-est d'Eugene qui se combinent un peu en amont d'Eugene pour former la rivière Willamette.  La rivière continue sa course vers le nord et traverse Corvallis, Albany, et passe à l'ouest de Salem.  Elle atteint des collines à Newberg qui modifie son cours direction est-nord-est et passe ces collines à Oregon City avec les chutes Willamette (Willamette Falls).  À partir de là, la rivière est navigable jusqu'au confluent et passe par Lake Oswego, Milwaukie et Portland.

## Principaux affluents

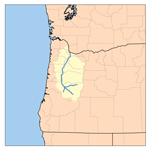
Bassin de la rivière Willamette.

- McKenzie
- Long Tom
- Marys
- Calapooia
- Santiam
- Yamhill
- Molalla
- Tualatin
- Clackamas
- Johnson Creek

## Hydrologie
La rivière Willamette est soumise à des inondations périodiques, les inondations de 1861, 1899, 1964 et 1996 ont été particulièrement destructrices.

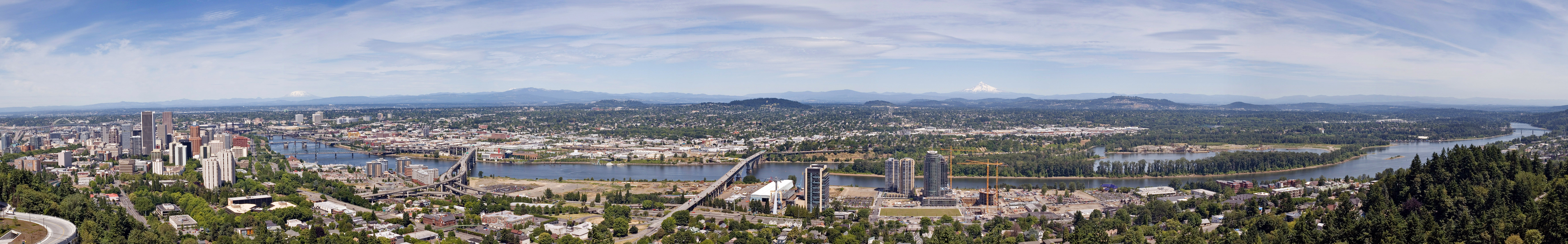
La rivière Willamette à Portland.